# 茨城県立友部高等学校
茨城県立友部高等学校（いばらきけんりつ ともべこうとうがっこう）は、茨城県笠間市大田町に所在していた公立の高等学校。
2024年3月に閉校となった。校舎は改修の上、2023年に新設された茨城県立IT未来高等学校が引き継いでおり、友部高校の卒業生関連事務も同校が引き継いでいる。

## 設置学科
- 普通科

## 沿革
- 1978年（昭和53年） - 開校
- 1987年（昭和62年） - 創立10周年記念式典
- 1997年（平成9年） - 創立20周年記念式典
- 2007年（平成19年） - 創立30周年記念式典
- 2023年（令和5年） - 同地に茨城県立IT未来高等学校が開校
- 2024年（令和6年） - 友部高等学校閉校

## 著名な卒業生
- 宮田かずこ（元女優）